# Manifiesto de los Persas

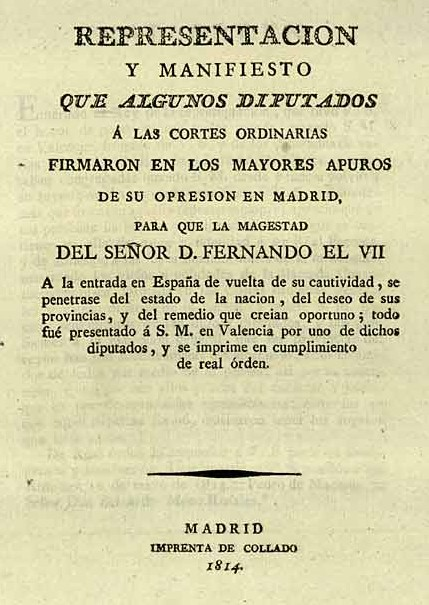
Portada del cuaderno editado con el llamado Manifiesto de los Persas.

Manifiesto de los Persas es la denominación por la que se conoce un documento suscrito el 12 de abril de 1814, en Madrid, por 69 diputados de tendencia absolutista, encabezados por Bernardo Mozo de Rosales. El título que se le dio para su publicación fue:

Representación y manifiesto que algunos diputados á las Cortes Ordinarias firmaron en los mayores apuros de su opresion en Madrid, para que la Magestad del Señor D. Fernando el VII a la entrada en España de vuelta de su cautividad, se penetrase del estado de la nación, del deseo de sus provincias, y del remedio que creían oportuno; todo fue presentado á S.M. en Valencia por uno de dichos diputados, y se imprime en cumplimiento de real órden.

La Real Orden por la que se publicó el manifiesto, para que «estos sentimientos... sean conocido por todos por medio de la prensa», está fechada en Aranjuez el 12 de abril de 1814, y firmada por Pedro de Macanaz y Bernardo Mozo de Rosales.
Fernando VII «el Deseado», liberado por Napoleón tras el Tratado de Valençay, había vuelto a España y en teoría debía dirigirse a la capital para jurar la Constitución de 1812, pero mantenía la incógnita sobre sus intenciones y realizaba un recorrido diferente al que le marcaban las autoridades de la Regencia. El día 16 de abril Fernando hizo su entrada triunfal en Valencia, protegido por el absolutista general Elío. Fue entonces cuando Mozo de Rosales le presentó el manifiesto que traía de Madrid.
El texto toma su nombre de una referencia, contenida en su primer punto, a la costumbre de los antiguos persas de tener cinco días de anarquía tras la muerte del rey. Los firmantes comparan esa anarquía con el periodo de liberalismo gaditano (que califican de «opresión», como reza el título), equiparan la «multitud de providencias de las Cortes de Cádiz» a la Revolución francesa, defienden la soberanía plena del rey (definiendo la monarquía absoluta como «una obra de la razón y de la inteligencia... subordinada a la ley divina, a la justicia y a las reglas fundamentales del Estado»), y piden la «celebración de unas Cortes especiales legítimamente congregadas, en libertad, y con arreglo en todo a las antiguas leyes» (que serían así la verdadera y «la antigua Constitución Española»), considerando que las de Cádiz no lo fueron.
El documento sirvió de base al rey para el llamado Decreto de Valencia de 4 de mayo siguiente, que proclamó la restauración absolutista y el retorno al Antiguo Régimen, aboliendo la Constitución y toda la legislación de las Cortes de Cádiz, y que fue el Manifiesto que justificó el golpe de Estado de mayo de 1814.

## Redactores y firmantes
[El] manifiesto se redactó en la casa del «fanático e instruidísimo» Joaquín Palacín, que vivía en la calle de las Fuentes, 2º piso. Las sesiones tenían lugar... en una sala amplia muy reservada. El alma de esas reuniones era Bernardo Mozo de Rosales, pero parece ser que Castillón, entonces Maestrescuela de la Universidad de Huesca, y que vivía en la misma casa, suplía el espíritu conservador de Rosales cuando éste no estaba. A las reuniones acudían, diariamente, entre 20 y 22 personas.

Pudo haber redactores o «inspiradores» del manifiesto que luego no aparecieron entre los firmantes; entre los que apuntan distintas fuentes están Juan Pérez Villaamil, desmentido por otras fuentes, Pedro Gómez Labrador, Juan López Reina. La forma de conseguir las firmas también fue controvertida, quejándose algunos posteriormente de que lo habían hecho sin leer el manifiesto, fiándose de alguna descripción somera que del mismo les habían hecho quienes les apremiaran a hacerlo.

...fue fácil que por una misma fidelidad y amor al rey, fuesen los persas alabados por el rey y premiados, y los presos perseguidos por el rey como delincuentes... estaba acorde el plan del manifiesto con el de los informes: porque contradiciéndose y desmintiéndose sus autores, deshicieron con su olvido o su ignorancia la torre de viento que había levantado su perfidia. ... Mas ¿cómo se fraguó el tal manifiesto? La representación que le acompañaba, aparece fecha a 12 de Abril; y oí que al diputado de mi provincia Miralles se le exigió la firma cuando estaba ya el rey en Corral de Almaguer, esto es, a principios de Mayo. Añadiéronme que le presentó de improviso la representación un compañero suyo, constituido en alta dignidad, asegurándole que en ella se pedía al rey que jurase la constitución, y que propusiese las modificaciones que estimase justas: mas no le dio lugar a que la leyese; y que cuando la vio impresa y con ella el manifiesto que ni siquiera se le mostró por el forro, se quejó al que le había sorprendido. El cual para consolarle, le contestó que suya era la culpa, pues la firmó sin haberla leído. Por el mismo medio oi haberse arrancado la firma del honrado aragonés don Joaquín Palacín, y que a don Manuel González de Montaos le sorprendió el consejero Campomanes, para que prestase la suya. Esto oí entonces, la verdad esté en su lugar. No anduvo lejos de esta sorpresa el R. obispo de Salamanca Fray Gerardo; y aseguraron luego que se explicaba en estos términos. Del R. obispo de Pamplona don Fray Veremundo, oí también que había prestado su firma, mas que luego la retiró, amenazando que sino se la dejaban borrar, se iría al rey y descubriría qué se yo qué cosas.
Joaquín Lorenzo Villanueva

Aunque los absolutistas o «serviles» eran una minoría entre los diputados en Cortes, estuvieron significativamente presentes entre los 19 de los 39 diputados cuyos poderes habían sido firmados el 15 de enero de 1814, los últimos en incorporarse, ya cuando estaba presente el Duque de San Carlos en Madrid, buscando apoyos para la restauración absolutista. En las sesiones de Cortes llegaban a conseguir el voto de entre 68 y 92 diputados, logrando incluso alguna victoria parlamentaria, como la que permitió la convalidación de los diputados procedentes de Galicia cuya legitimidad discutían los liberales. Aun así, los absolutistas perdieron (123 contra 17) la votación más polémica, que supuso la apertura de una causa contra uno de sus diputados, Juan López Reina (que, ante la escandalizada cámara, había proclamado la condición de rey absoluto de Fernando VII).
Entre los 69 firmantes (el 32% de un máximo de 215 diputados que llegó a haber en las Cortes de 1813-1814), al menos 32 eran clérigos, mientras que sólo de dos se sabe que eran militares. Entre los diputados aragoneses eran la mayoría (siete de nueve -en realidad 9 era su número teórico, pero llegó a haber 18 diputados aragoneses en esas segundas Cortes o «Cortes ordinarias», por continuar en el cargo los de las primeras Cortes o «Cortes extraordinarias»-). Más destacan por su número los diez diputados por Galicia (de un total de 14), además de los siete por Burgos (la totalidad), los cuatro por Toledo (de un total de cinco), cuatro por Valencia (de un total de 22), tres por Sevilla (de un total de 7), tres por Córdoba (de un total de 5), dos por Asturias (de un total de 5), dos por Cataluña (de un total de 21), dos por Palencia (la totalidad), dos por León (de un total de 3), dos por Segovia (la totalidad), dos por Soria (la totalidad), dos por Granada (de un total de 11), dos por Extremadura (de un total de 6), uno por Salamanca (de un total de 3), uno por Zamora (la totalidad), uno por Toro (de un total de 2), uno por Ávila (de un total de 2), uno por Álava (la totalidad); y el resto, o sea, diez, por circunscripciones de ultramar, todos americanos (de 69 presentes). No hay ninguno de los diputados de Baleares (3), Cádiz (4), Canarias (2), Cuenca (4), Guadalajara (2), Guipúzcoa (2), Jaén (3), La Mancha (4), Madrid (4), Murcia (5), Navarra (4) y Vizcaya (1).
Fueron recompensados por el rey, ascendiéndoles en sus carreras y concediendo a todos ellos la Cruz de distinción de los Sesenta y nueve diputados fieles; pero entre los cargos que obtuvieron no estaban los de su máxima confianza. En 1820, los liberales del Trienio les reprimieron, recluyendo en conventos a los que no salieron al exilio y privándoles de sus cargos y sueldos, incluso apartando de sus diócesis a los que eran obispos; aunque por el decreto de 26 de octubre de 1820 se les relevó de la formación de causa. Con la vuelta al poder de los absolutistas en 1823, fueron restituidos en sus cargos y oficios.
Se recogen por el orden en que firman el documento, que indica también la circunscripción que representan en las Cortes:
- Bernardo Mozo y Rosales, diputado por Sevilla.
- Juan José Sánchez de la Torre, diputado por Burgos. (Natural de San Vicente de la Barquera, vecino de Cos, abogado, presente en «cuantos órganos políticos y administrativos se configuraron en la región desde 1808. Antiguo teniente del Diputado General de la Provincia de Cantabria, será miembro de la Junta de Defensa de Santander que reaparece en Comillas en agosto de 1808; firmante, como miembro de la Junta de Defensa, del manifiesto de Peñarrubia de julio de 1812 contrario a la actuación de Calera; encargado de convocar a las jurisdicciones del Bastón a la fracasada reunión de Puente San Miguel de octubre de 1812»).[13]
- Bernardo de Escobar, diputado por León.
- Diego Henares Tiendas, diputado por Córdoba. ("D. Diego de Henares y Tienda, natural de la villa de Baena, y vicario eclesiástico de sus iglesias").[14]
- Ignacio Ramón de Roda, diputado por Galicia. (Colegial, profesor de teología y vicerrector del Colegio Mayor de Santa Cruz, realizó un Dictamen -1780- sobre el Concordato, teólogo de las catedrales de Burgos y Segovia, doctor por los dominicos de Ávila, racionero y penitenciario -1801- de la catedral de Santiago; vicepresidente de la Junta de Defensa de Galicia de 1808, fue encerrado por los franceses en el castillo de San Antón. Posteriormente -1815-, obispo de León)[15]
- Antonio Gómez Calderón, diputado por Córdoba. (Posteriormente llegó a formar parte de la regencia absolutista llamada "de Infantado", 25 de mayo – 1 de octubre de 1823)[16]
- Juan Antonio Fernández de la Cotera, diputado por Burgos. (... "natural del Bastón" [Bastón de Laredo]... "jurista comillano"... "protagonismo en la pretendida creación de la Diputación de Provincia de Santander en octubre de 1812 como representante de Alfoz de Lloredo" ... "futuro miembro del Consejo de Órdenes").[13]
- Miguel de Frías, diputado por Toledo. ("... del corral de Almaguer, hacendado")[14]
- Buenaventura Domínguez, diputado por Galicia.
- Roque María Mosquera, diputado por Galicia.
- Gerónimo Castillón, diputado por Aragón. (Posteriormente, obispo de Tarazona e Inquisidor General -último de ese cargo-)
- Manuel Márquez Carmona, diputado por Córdoba. ("natural de dicha ciudad de Córdoba, y cura de tercera clase en el arzobispado de Toledo").[14] (Posteriormente "canónigo de la Santa Iglesia Catedral cordobesa").[17]
- Joaquín Moliner, diputado por Valencia.

A la comisión especial que entiende en el asunto de los ex-diputados que firmaron la representación de 12 de abril de 1812 [sic -sin duda se refiere a la de 12 de abril de 1814, es decir, el "manifiesto"-], pasó una esposición del gefe político de la provincia de Valencia, en que daba parte que de los cuatro diputados que firmaron dicha representación, y que pertenecían a aquella provincia, don Ramón Cubells falleció en esta corte en 6 de junio de 1817, don Antonio Colomer y don Joaquín Moliner habían sido trasladados a los conventos de agustinos y franciscos de la villa de Morella, y don José Miralles, vecino de Orihuela, no había podido serlo al de dominicos, que se le designó, por estar enfermo.
Diario de las Cortes - Sesión del día 28 de agosto de 1820.

- José Antonio Navás, diputado por Cataluña.
- Gregorio Ceruelo, diputado por Palencia. (Posteriormente obispo de Oviedo).
- Benito Arias de Prada, diputado por Galicia. (Abad de Laroco).[19] (A comienzos de 1814 asistía a las reuniones "en la calle de Jacometrezo en casa del M. R. Obispo de Urgel" junto con Martínez de la Rosa y otros "para acordar la mudanza de Regencia en 8 de febrero, Arias Prada se encargó de hacer la proposición que suponían sería aprobada por la mayoría de las Cortes; pero se desconcetó su plan").[20] (Posteriormente, "del Consejo de S. M. en el Supremo de Castilla, gobernador de la Sala de Alcaldes y uno de los jueces de policía").[21] La condición absolutista del obispo de Urgel (Francisco Antonio de la Dueña y Cisneros) no es tan evidente; como copríncipe de Andorra protegió a los sacerdotes antirrevolucionarios huidos de Francia; refugiado en Mallorca en 1812 escribe una instrucción pastoral (conjunta con otros obispos) "denunciando las innovaciones religiosas de las Cortes de Cádiz y los ataques de la prensa contra la Iglesia"; pero aunque era diputado en las Cortes de 1813 (incluso ocupó la presidencia durante el mes de abril de 1814)[22] no aparece entre los firmantes del Manifiesto.
- Francisco Javier Mier, Obispo de Almería, diputado por Granada.
- Ramón Cubells, diputado por Valencia. (Véase, más arriba, el texto refernte a los cuatro diputados valencianos).
- Pablo Fernández de Castro, diputado por Galicia. (Posteriormente, canónigo de Santiago, "atrozmente perseguido y muerto bajo la férula de la facción desorganizadora"):

Las cortes revolucionarias del año de 1820, constituyéndose jueces en causa propia, y ansiosas de vengarse de la virtud, fulminaron el despótico, arbitrario y tiránico decreto en que privaban a los referidos 69 diputados de sus empleos, honores y sueldos. Ya la famosa junta suprema y provisional de gobierno, establecida en Madrid, había preparado el camino para este golpe, resolviendo el arresto de los referidos diputados, y deslumbrándolo con el cuidado de la seguridad personal. A esta sazón, se hallaba Don Pablo Fernández en la ciudad de Granada enfermo de bastante gravedad, mas no hubo conmiseración para que dos alcaldes constitucionales le arrancasen de su casa y de su cma, llevándole a la Cartuja, extramuros de dicha ciudad. Ni sus dolencias, ni el verle postrado, ni sus clamores, nada, nada fue bastante para condoler el negro corazón de los negros tigres, privándole de la comida de carne. Encargaron de su vigilancia a personas desmoralizadas, que en unión de otros perversos insultaban con frecuencia al difunto Don Pablo. Llegó a Granada el injusto decreto de las cortes intrusas; el jefe político pasó a notificarlo, mas Don Pablo Fernández de Castro, predestinado a combatir la iniquidad, no se adhirió a sus disposiciones. Encolerizado el jefe político, le amenazó atrozmente, y al fin le privó de comunicación, y en enero de 1821 le trasladó en la misma forma al convento de San Agustín de Granada, en donde estaba custodiado por cuatro locales y un cabo. A poco tiempo fue conducido a Madrid, y se le destinó al convento de San Felipe el Real... Puesto en comunicación se le trasladó a la carcel de Villa, y en agosto de 1822 a la de Corte... El tribunal de cortes no abandonaba la causa: su fiscal imploraba la pena de muerte: ... se veía asediado de emisarios del mismo tribunal para que impetrase el perdón, se conformase con el decreto, y se confesase delincuente; pero nada bastó... hasta que sentenciado a los presidios de Ceuta, y mandado expatriar, se le concedió la traslación en compañía de los facinerosos presos enfermos en el hospital general de esta Corte, en donde con la admirable resignación y paciencia que brilló en su alma desde los primeros momentos de su horrorosa persecución, y consolando a los desgraciados entregó su alma al Todo-Poderoso el 20 de marzo último [1823] a la edad de 68 años.

- Pedro Alcántara Díaz de Labanderos, diputado por Palencia. (Posteriormente Intendente de Ejército y Provincia de Aragón, además de otros títulos).[24]
- Valentín Zorrilla de Velasco, diputado por Burgos. (Posteriormente del Consejo de S. M y colector general de expolios).[25]
- Manuel Gaspar Gonzales Montaos, diputado por Galicia. (Manuel Gaspar González Montaos). (Hay un Manuel González Montaos entre los diputados del común de Madrid en 1808;[26] y con el mismo nombre, un regidor de Madrid en 1828 -cuartel de Palacio, calle de la Almudena-[27]).
- Domingo Fernández de Campomanes, diputado por Asturias.[28]
- Gerónimo Antonio Díez, diputado por Salamanca.
- Blas Ostolaza, diputado por el Perú. (Presbítero, rector del Colegio Conciliar de San Carlos en Trujillo, confesor del rey en Valençay). (Posteriormente, deán de Cartagena y director del Hospicio de la Misericordia de Murcia; fusilado en 1835 durante un motín popular en Valencia).
- Antonio Joaquín Pérez, diputado por la Puebla de los Ángeles.

El [obispo] de Puebla de los Ángeles sobrevivió a todos hasta el año de 1823 [sic, 1829]. Éste era uno de los sesenta y nueve que firmaron la representación a Fernando VII en 1814 para que aboliese la constitución, aunque era presidente en las cortes, y de consiguiente estaba más obligado a sostenerla. Él mismo refería que no habiendo entrado al principio en la coalición de los que de esta manera vendieron la libertad de su patria, fue llamado por el conde de Mataflorida [sic, marqués de Mataflorida será el futuro título de Mozo de Rosales], el que le habló en estos términos: "Ud. sabe que varios diputados han repreesntado a S.M. pidiendo la destrucción de la constitución y la reposición de las cosas al estado en que estaban antes de la guerra: la firma de Ud. sería muy importante, por el lugar que Ud. ocupa, y por su influencia. Elija Ud. entre la mitra de la Puebla de los Ángeles, su patria, o un encierro por muchos años en un convento". D. Antonio Joaquín Pérez confesaba que no se halló capaz de resistir a un lenguaje tan enérgico como seductor, y ofreció su firma. Esto mismo hizo D. Ángel Alonso y Pantiga, diputado por Yucatán, a quien se le dio en premio una canongía, y el obispo S. Martín [sic, Salvador Sanmartín], de las Chiapas... ¡Qué triste sería la suerte de la humanidad si dependiese de hombres semejantes! ¡Cuántos eclesiásticos prefirieron entonces las cárceles y las persecuciones, conservando intacto su honor e inmaculada su reputación!

- Antonio Gayoso, diputado por Galicia. (Presbítero).[14]
- Carlos Martínez Casaprin, diputado por Asturias.
- Ángel Alonso y Pantiga, diputado por Yucatán. ("Había sido Cura de la Iglesia Parroquial de Campeche —hoy Catedral—, fue elegido en 1813 para Diputado a Cortes y en 1850 era el Deán de la Catedral de Puebla y Gobernador de esa diócesis").[30]
- Fermín Martín Blanco, diputado por Galicia.
- José Cayetano de Foncerrada, diputado por Valladolid de Mechoacan.
- Cayetano de Marimón, diputado por Cataluña. (Militar).[31]

Don Cayetano de Marimón, con el mayor respeto hace presente a las Cortes: Que en cumplimiento del R. D. de 25 de mayo de 1820 fue destinado a un convento por hallarse su nombre y apellido en la Representación impresa que en abril de 1814 se presentó en Valencia a S. M. y en la que asegura no haber tenido más parte que la de ser sabedor que varios Diputados la hacían, y habiéndosele preguntado si la firmaría, dicho que sí, no llegó el caso de leerla ni aun verla hasta que se publicó, ignorando si es la misma que se presentó al Rey, pues que no se le manifestó para enterarse de su contenido, y este es el origen de la desgracia que experimenta. — En la edad de 75 años se ve privado del sueldo que gozaba, depuesto del empleo de Mariscal de Campo que le concedió el Sr. D. Carlos IV en 1802...

- Fr. Gerardo, Obispo de Salamanca (Gerardo José Andrés Vázquez Parga), diputado por Galicia.
- Manuel María Aballe, diputado por Galicia. (Regidor perpetuo de Tuy).[33]
- Jacinto Rodríguez Rico, diputado por Zamora. (Posteriormente obispo de Cuenca).
- Gerónimo Lorenzo, diputado por Toro.
- Antonio de Arce, diputado por Extremadura. (Militar).[32][34]
- Juan Manuel de Rengifo, diputado por Ávila.
- Diego Martín Blanco Serrallas, diputado por Sevilla. (Racionerio medio de la catedral de Sevilla, condecorado con la cruz de fidelidad).[35]
- José Zorrilla de la Rocha, diputado por Toledo. (Presbítero).[36][37]
- Prudencio María de Verástegui, diputado por Álava. (Regidor de Vitoria -1778- y diputado provincial de Álava -1779, 1791 y 1794-, dirigió los tercios alaveses en la guerra de la Convención).[38]
- Luis de Luján y Monroy, diputado por Toledo. (Posteriormente miembro del Consejo, secretario del Tribunal Supremo de Cruzada y Académico de Honor de la de Bellas Artes de San Fernando -1823-)[39]
- Tadeo Gárate, diputado por Puno. (Intendente y gobernador de la ciudad).[36]
- Pedro García Coronel, diputado por Truxillo del Perú.
- José Gavino de Ortega y Salmon, diputado por Truxillo del Perú.
- Manuel Ribote, diputado por Burgos. (Posteriormente, Arcediano de Cuéllar, Dignidad y Canónigo de la Santa Iglesia de Segovia, del Consejo de S. M, Presidente de la Real Academia de Sagrados Cánones, y Auditor de la Rota de la Nunciatura Apostólica).[39]
- Mariano Rodríguez de Olmedo, diputado por la Ciudad de la Plata y provincia de Charcas. (Medio racionero de la catedral de Charcas).[40] (Posteriormente obispo de Puerto Rico -1815- y de Santiago de Cuba -1824-).[41]
- Andrés Mariano de Cerezo y Muñiz, diputado por Burgos. (Canónigo doctoral de la Santa Iglesia Catedral de Segovia).[36][42]
- Salvador Samartín, diputado por Nueva España. (Prebendado de Guadalajara, posteriormente obispo de Chiapas).
- Benito Sáenz González, diputado por Toledo. (Licenciado, abogado de los tribunales nacionales).[14]
- Joaquín Palacín, diputado por Aragón. (Canónigo de Barbastro y auditor del Tribunal de la Rota).[1]
- Juan Capistrano Pujadas, diputado por Aragón. (Regidor de Calatayud y Cuestor del hospital de Nuestra Señora de Gracia).[43]
- Nicolás Lamiel y Venages, diputado por Aragón. (Funcionario de la Audiencia, del Consejo de Castilla y consejero de la Inquisición).[43]
- Juan Francisco Martínez, diputado por Aragón. (Juan Francisco Martínez Castrillón, doctor en leyes, arcediano de Zaragoza).[43]
- Pedro Aznar, diputado por Aragón. (Bachiller en teología, cura párroco de Hortaleza).[43]
- Bartolomé Romero y Montero, diputado por Granada. (Regidor de Ubrique).[44]

Se dio cuenta de una exposición en que la sociedad constitucional de Cádiz representaba a las Cortes con motivo de hallarse en la villa de Ubrique paseando libremente, extraviando la opinión y desacreditando las nuevas instituciones don Bartolomé Romero y Montero, uno de los 69 ex-diputados que firmaron la representación de 12 de abril de 1814... se opuso el señor Sancho diciendo que nada podía hacer el gobierno, pues el ex-diputado Romero y Montero se hallaba desde luego a disposición de las Cortes, como todos los demás que firmaron la representación del año de 1814. Instó el señor Ledesma para que se le pusiese en reclusión como lo estaban sus compañeros. ... El señor Palarea opinó que se había faltado al decreto en que el Rey mandó poner en conventos a los ex diputados que en 1814 firmaron la representación en que le aconsejaron no jurase la Constitución... Con este motivo leyó el señor Istúriz las indicaciones siguientes... "... ¿Cómo señor, pará consolidarse el orden actual, mientras las Cortes sufran tranquilamente que los asesinos de la patria, los consejeros que indujeron al Monaraca a autorizar tantas infamias en 1814, los jueces que obraron en tan ilegales procesos se hallen simplemente detenidos unos y otros en destinos de que tanto depende la salud pública? ¿Cómo nos podremos persuador de que hombres que tales hechos perpetraron dejen por su proia seguridad de maquinar en perjuicio de los ciudadanos que vendieron? ¿de que los perversos no se unan a ellos y de que los buenos al ver su impunidad, la falta principal de garatntía para lo sucesivo, no desmayen cada vez más? ... pedimos pues: 1º Que las Cortes dispongan que dicha comisión presente su dictamen en un plazo fijo 2º Que las Cortes resuelvan lo conveniente para que el gobierno de luego a luego haga que los que han tenido parte directa en la destrucción del código fundamental sean juzgados. 3º Que los secretarios del despacho den parte semanal al congreso del estado de las causas de Cádiz, Zaragoza, Burgos y Galicia."
Diario de las Cortes - Sesión del día 29 de agosto de 1820

- Ramón María de Adurriaga, diputado por Burgos. (Deán de la Santa Iglesia Catedral de Cuenca).[36]
- Pedro Vidal, diputado por León. (Cura de Villaestrigo, sustituyó al obispo de Astorga -Manuel Vicente Martínez Jiménez, quien se había negado a ocupar el escaño por su oposición a los liberales y se exilió en Portugal-)[46]
- Agustín de Cáceres, diputado por Segovia.
- Alexandro Izquierdo, diputado por Soria. (Posteriormente -1816- arcediano de Burgos).[36]
- Pedro Díez García, diputado por Extremadura.
- Bonifacio de Tossantos, diputado por Burgos. (Presbítero, examinador sinodal, ministro honorario del Tribunal de Nunciatura).[36]
- Luis de León, diputado por Segovia.
- Francisco López Lisperguer, diputado por Buenos-Ayres.
- Tadeo Segundo Gómez, diputado por Aragón. (Fiscal del Consejo de Hacienda).[43]
- Domingo Balmaseda, diputado por Soria.
- Manuel Carasa, diputado por Sevilla.
- José Miralles, diputado por Valencia.[47] (Véase, más arriba, el texto refernte a los diputados valencianos).
- Antonio Colomer, diputado por Valencia. (Véase, más arriba, el texto refernte a los diputados valencianos).